# I Liceum Ogólnokształcące im. Antoniego Osuchowskiego w Cieszynie
I Liceum Ogólnokształcące im. Antoniego Osuchowskiego w Cieszynie – jedna z najstarszych na Śląsku polska publiczna szkoła ponadpodstawowa o charakterze świeckim.

## Historia

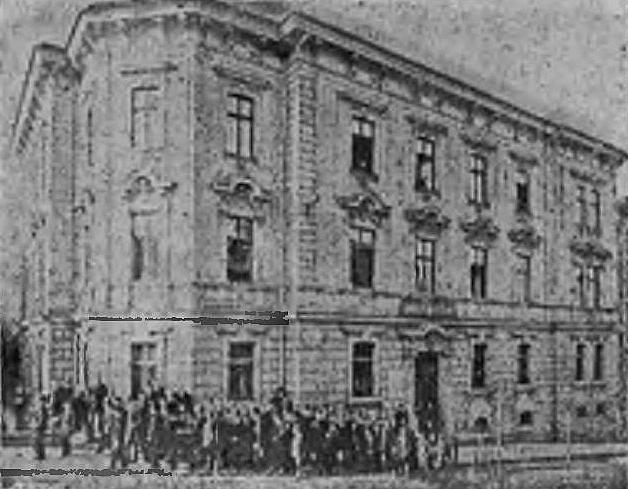
Budynek gimnazjum przed 1901

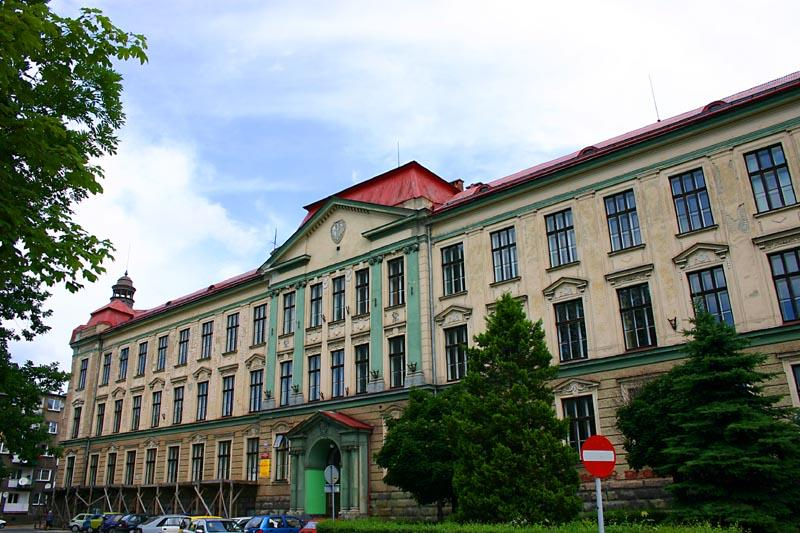
Budynek liceum przed remontem fasady, 2006

Szkoła powstała z inicjatywy Macierzy Szkolnej dla Księstwa Cieszyńskiego (powstałej w 1885) jako szkoła prywatna. W 1895 przybyła do Wiednia deputacja włościan śląskich, która została poprowadzona przez dr. Włodzimiera Lewickiego do ministra oświaty Edwarda Rittnera, co zakończyło się powodzeniem i 10 października tego roku otwarto Pierwsze Gimnazjum Polskie w Cieszynie. Jej siedziba mieściła się w gmachu przy dzisiejszej ul. Stalmacha. Pierwsza matura miała miejsce w 1903 roku, którą zaliczyć poprawnie udało się dziewiętnastu osobom. 1 września tego samego roku gimnazjum przekształciło się w szkołę państwową. Na przełomie wieków uczelnię wspierali polscy donatorzy w tym m.in. filantrop, pionier spawalnictwa, wynalazca metody spawania łukowego oraz zgrzewania oporowego inżynier Stanisław Olszewski.
Po I wojnie światowej szkołę przeniesiono do budynku przy pl. Słowackiego (dawna siedziba sztabu armii austriackiej). Szkoła weszła pod opiekę polskiej Komisji Szkolnej. W 1919 roku uczniowie masowo wstępowali do wojska polskiego z powodu wkroczenia wojsk czeskich do Śląska Cieszyńskiego, skutkiem tego klasy od trzeciej do ósmej zostały zlikwidowane na następnych kilka lat. Po zażegnaniu konfliktu sytuacja w szkole ustabilizowała się. 16 stycznia 1929 szkoła została podzielona na dwie części (tradycję jednej z nich kontynuuje dziś II Liceum Ogólnokształcące im. Mikołaja Kopernika w Cieszynie). W 1938 po odzyskaniu przez Polskę Zaolzia przeniesiono je do zachodniej części miasta.
W trakcie II wojny światowej budynki szkolne zajęło niemieckie Towarzystwo Górniczo-Hutnicze. Po zakończeniu działań wojennych, w czasie przygotowań do obchodów 50-lecia istnienia szkoły, uczniowie nadrabiali zaległości w nauce uczestnicząc w organizowanych przez szkołę kursach przygotowawczych. Mimo tego obchody te zorganizowane zostały dopiero w 1946 roku. W 1948 powstała tzw. jedenastolatka z połączenia szkoły podstawowej i średniej. Stan ten trwał przez następne cztery lata, aby potem wydzielić klasy od pierwszej do siódmej i przenieść je do budynku na pobliskim pl. Wolności (dzisiejsza SP 4). Reszta klas utworzyła Liceum Ogólnokształcące męskie. W 1953 połączono wszystkie powyższe szkoły w jeden organizm, któremu w 1958 roku przywrócono patronat Antoniego Osuchowskiego. Z powodu reformy szkolnej w 1965 roku szkoła ponownie została podzielona, tym razem na: Liceum Ogólnokształcące im. A. Osuchowskiego w Cieszynie oraz Szkołę Podstawową nr 1 im. A. Osuchowskiego w Cieszynie. Ten pierwszy został połączony w 1979 z Liceum Medycznym w Cieszynie tworząc Zespół Szkół im. A. Osuchowskiego w Cieszynie. W 1989 powstała filia szkoły w Skoczowie, która usamodzielniła się w 1992 roku.

## Dyrektorzy
- Piotr Parylak
- Józef Winkowski (1901–1906)[4][5][6]
- Wiktor Schmidt (1906–1917)
- Ernest Farnik (1918)
- Franciszek Popiołek (1919–1931)
- Franciszek Bogocz (1931–1938)
- Jan Kotajny
- Jan Kuchejda
- Gustaw Halama
- Henryk Mróz
- Jerzy Habryka
- Mateusz Czupryna
- Janusz Łukomski-Prajzner
- Jolanta Dawidowicz-Macura

## Nauczyciele
- Feliks Hajduk

## Absolwenci
- Franciszek Bogocz (1903) – przyszły dyrektor szkoły, autorytet w zakresie pszczelarstwa i sadownictwa
- Emanuel Grim (1904) – polski ksiądz rzymskokatolicki, dramaturg, działacz społeczny
- Oskar Michejda (1904) – ksiądz, działacz narodowy, pisarz, publicysta
- Leon Wolf (1904) – doktor prawa, działacz społeczno-polityczny
- Eugeniusz Brzuska (1905) – ksiądz katolicki, działacz narodowy i społeczny
- Karol Kotula (1905) – biskup Kościoła Ewangelicko-Augsburskiego, działacz społeczny i pisarz
- Jan Kubisz (1905) – doktor chirurgii, dyrektor Szpitala Śląskiego, działacz społeczny
- Kornel Michejda (1905) – profesor chirurgii – Rektor Akademii Medycznej w Krakowie
- Tadeusz Dyboski (1909) – doktor nauk medycznych – Dyrektor Kliniki Dermatologicznej UJ w Krakowie, polityk, działacz społecznych
- Józef Ostruszka (1909) – doktor nauk prawnych – sędzia, prokurator i prezes Sądu Okręgowego w Białymstoku w latach 1932-1939
- Józef Dziech (1910) – filolog klasyczny, oficer Legionów Polskich i Wojska Polskiego
- Józef Niemiec (1911) – humanista, nauczyciel, działacz ZG PZKO na Zaolziu
- Jan Ciachotny (1915) – popularyzator radiotechniki – pracownik techniczny Polskiego Radia do 1939
- Władysław Macura (1915) – kompozytor, muzykolog, kierownik orkiestry Polskiego Radia
- Wiktor Niemczyk (1918) – ksiądz docent, biblista, organizator Chrześciańskiej Akademii Teologicznej w Warszawie
- Alfred Tomanek (1919) – doktor nauk medycznych, lekarz wojskowy w Polskich Siłach Zbrojnych w Bombaju i Anglii
- Henryk Unucka (1919)  – doktor inżynier mechaniki – General Electric – Montreal USA
- Kazimierz Popiołek (1921) – profesor, prorektor UJ, rektor UŚ, Dyrektor Śląskiego Instytutu Naukowego – historyk
- Jan Kotajny (1923) – dyrektor szkoły (1938-1939 i 1945-1950)
- Alojzy Gembala (1923) – profesor, prorektor WSP w Opolu – historyk
- Henryk Kania (1923) – profesor medycyny, chirurg, Akademia Medyczna w Gdańsku
- Jerzy Kukucz (1923) – pionier rybołówstwa dalekomorskiego,założyciel "Dalmoru", profesor SGGW
- Józef Pieter (1924) – profesor, rektor WSP w Katowicach
- Alojzy Targ (1925) – doktor historii, bibliograf, żołnierz Armii Krajowej, członek Delegatury Rządu na Kraj
- Andrzej Wantuła (1925) – biskup Kościoła Ewangelicko-Augsburskiego
- Rudolf Ramsza (1926) – filolog, nauczyciel w wielu gimnazjach, od 1945-1959 w I LO im.A.Osuchowskiego
- Ludwik Brożek (1927) – doktor filozofii, kustosz muzeum w Cieszynie, autor wielu prac naukowych
- Jerzy Berek (1935) – działacz społeczny
- Jan Skrzypek (1947) – profesor medycyny
- Jan Drabina (1956) – historyk, profesor Uniwersytetu Jagiellońskiego
- Franciszek Kępka (1958) - lotnik szybowcowy[7]